# Soli (Bosnien)
Soli war ein bosnisches Gebiet (Oblast) und eine Gespanschaft im Mittelalter. Das Zentrum befand sich in der gleichnamigen Stadt beziehungsweise dem heutigen Tuzla.
Konstantin Porphyrogennetos (Konstantin VII.) erwähnt Soli um die Hälfte des 10. Jahrhunderts in seinem Werk De Administrando Imperio als Region des christlichen Serbien. Dies war die erste Erwähnung des Gebietes. Danach wechselte Soli zwischen byzantinischen und bulgarischen Herrschern. Um 1204 kam Soli zum ersten Mal in das Gefüge Bosniens. Unter dem Namen Soli fand die erste Erwähnung 1225 statt. Ab 1253 ist es in der ungarischen Banschaft Usora und Soli. Anschließend war Soli Teil des serbischen Königreichs unter Stefan Dragutin (1284–1316). Im Jahre 1324 eroberte der bosnische Ban Stjepan II. Kotromanić die Region und gliederte Soli in Bosnien ein. In dieser Zusammensetzung blieb Soli bis zur temporären osmanischen Eroberung 1463. Gegen Ende dieses Jahres nahm der ungarisch-kroatische König Matthias Corvinus Soli ein und verband es mit der Srebrenička banovina. So verblieb Soli bis zum Fall des Banats 1512. Die Osmanen errichteten auf diesem Bereich die Nahiyen oberes und unteres Tuzla, welche Teil des Sandschak von Zvornik (Zvornički sandžak) und des Kadiluk Srebrenik (Srebrenički Kadiluk) wurden.
Der erste König des mittelalterlichen bosnischen Staates, Tvrtko I., bezeichnete sich 1356 als Ban des „ganzen Bosniens und des ganzen Usora und Soli“ (čitave Bosne i čitave Usore i Soli). Nach der Ausrufung des bosnischen Königreichs ging Soli abgetrennt von Usora in den Titel der Herrscher ein. Er lautete: „Kralj Srbljem, Bosni, Primorju, Hlmsci Zemli, Zapadnim Stranam, Dolnim Krajem, Usori, Soli, Podrinju i k tomu“.

## Quelle
- Artikel über Soli in der Kroatischen Enzyklopädie

## Einzelnachweis
1. 1 2  Zvonimir Banović: SOLANA 125 GODINA. (Memento des Originals vom 9. August 2018 im Internet Archive)  Info: Der Archivlink wurde automatisch eingesetzt und noch nicht geprüft. Bitte prüfe Original- und Archivlink gemäß Anleitung und entferne dann diesen Hinweis. In: Archivierte Kopie (Memento des Originals vom 9. August 2018 im Internet Archive)  Info: Der Archivlink wurde automatisch eingesetzt und noch nicht geprüft. Bitte prüfe Original- und Archivlink gemäß Anleitung und entferne dann diesen Hinweis. SOLANA d.d. Tuzla Tuzla, Ulica soli 3, 2010; abgerufen am 23. Dezember 2017 (kroatisch, bosnisch).